# Xã Buffington, Quận Indiana, Pennsylvania
Xã Buffington (tiếng Anh: Buffington Township) là một xã thuộc quận Indiana, tiểu bang Pennsylvania, Hoa Kỳ. Năm 2010, dân số của xã này là 1.328 người.